# Parti communiste du Sri Lanka

Drapeau du Parti communiste du Sri Lanka.

Le Parti communiste du Sri Lanka (tamoul : இலங்கை கம்யூனிஸ்ட் கட்சி (Ilaṅkai kamyūṉisṭ kaṭci), singhalais : ශ්‍රී ලංකාවේ කොමියුනිස්ට් පක්ෂය (laṁkāvē komiyunisṭ pakṣaya)), anciennement nommé le Parti communiste de Ceylan, est un parti politique srilankais.

## Histoire
Le parti communiste de Ceylan a été fondé en 1943, et est la suite logique d'un premier parti politique, le United Socialist Party. L'USP est née de la section pro-URSS du Lanka Sama Samaja Party, et avait été proscrite par les autorités coloniales britanniques.
L'USP puis le parti communiste ont été initialement dirigés par le Dr S. A. Wickramasinghe (en).
En 1952, l'épouse de Wickremesinghe, l'Anglaise Doreen Young Wickremasinghe, une ancienne dirigeante du Mouvement Suriya-Mal, a été élue au parlement sri-lankais.
En 1963, le Parti communiste, le Lanka Sama Samaja Party et le Mahajana Eksath Peramuna s'unirent pour former le United Left Front, mais cette union est tombée en 1964 lorsque le Premier ministre Sirimavo Bandaranaike a offert des postes ministériels à des membres du LSSP et du PC.
Au milieu des années 1960, le département d'État américain estimait que le nombre de membres du parti était d'environ 1 900.
En 1968, le PC a rejoint le LSSP et le SLFP au Front Uni. Dans le gouvernement de 1970, Pieter Keuneman est devenu ministre du logement et de la construction et B.Y. Tudawe, vice-ministre de l'éducation. Cependant, une faction du parti, dirigée par S. A. Wickremasinghe et Indika Gunawardena, a maintenu une ligne de soutien critique pour le gouvernement.
Après les élections législatives de 1977, pour la première fois de son histoire, le Parti communiste s'est retrouvé sans représentation parlementaire, recevant 2% des voix. Cependant, après une pétition électorale ultérieure, Sarath Muttetuwegama a été élu au siège de Kalawana lors d'une élection partielle.
En 1994, le Parti communiste a rejoint la People's Alliance, l'alliance représentant la gauche socialiste au Sri Lanka, et dirigée par le Sri Lanka Freedom Party, l'un des 2 partis mastodontes du pays.
En 2004, le SLFP dissout la People's Alliance pour former l'Alliance de la liberté du peuple uni, le Parti communiste et le Lanka Sama Samaja Party sont mis à l'écart, et l'autre parti communiste révolutionnaire Janatha Vimukthi Peramuna est intégré. Ils ont cependant signé un mémorandum avec l'UPFA à un stade ultérieur et ont contesté les élections sur la plate-forme de l'UPFA. Le Parti communiste ne se considèrera toutefois pas membre de l'alliance UPFA.
Le Parti communiste avait un membre du parlement en 2004, le secrétaire général du parti D.E.W. Gunasekara. Gunasekara devrait devenir le président du parlement sri-lankais, mais a perdu par une poignée de voix. Gunasekara a ensuite été assermenté en tant que ministre des Affaires constitutionnelles.

## Résultats électoraux

### Élections législatives
| Année   | Voix      | %     | Rang | Sièges    | Alliance                  |
| ------- | --------- | ----- | ---- | --------- | ------------------------- |
| 1947    | 70 331    | 3,73  | 6e   | 3 / 95    |                           |
| 1952    | 134 528   | 5,78  | 4e   | 4 / 95    |                           |
| 1956    | 119 715   | 4,52  | 5e   | 3 / 95    |                           |
| 03/1960 | 147 612   | 4,85  | 7e   | 3 / 151   |                           |
| 07/1960 | 90 219    | 2,93  | 5e   | 4 / 151   |                           |
| 1965    | 109 754   | 2,71  | 6e   | 4 / 151   |                           |
| 1970    | 169 199   | 3,39  | 5e   | 6 / 151   |                           |
| 1977    | 123 856   | 1,98  | 6e   | 0 / 168   |                           |
| 1989    | 160 271   | 2,86  | 6e   | 3 / 225   | United Socialist Alliance |
| 1994    | 3 887 823 | 48,94 | 1re  | 105 / 225 | People's Alliance         |
| 2000    | 3 900 901 | 45,11 | 1re  | 107 / 225 | People's Alliance         |
| 2001    | 3 330 815 | 37,19 | 2e   | 77 / 225  | People's Alliance         |
| 2004    |           |       | 1er  | 1 / 225   | [ note 2 ]                |
| 2010    |           |       | 1er  | 0 / 225   | Socialist Alliance        |
| 2015    |           |       | 1er  | 1 / 225   | Socialist Alliance        |